# Belozersk
Belozersk (russo: Белозе́рск), conosciuta come Beloozero (Белоо́зеро, Paese del lago bianco) fino al 1777, è una cittadina russa dell'oblast' di Vologda, situato sulla riva meridionale del Lago Bianco, da cui prende il nome e capoluogo del Belozerskij rajon.

## Storia
Menzionata per la prima volta nell'862, Belozersk fu una delle cinque città russe più antiche (le altre erano Staraja Ladoga, Velikij Novgorod, Polotsk e Rostov Velikij). Quando in quell'anno Rjurik uccise Vadim e riconquistò Velikij Novgorod, diede il controllo di Belozersk a suo fratello Sineus, fino alla sua morte nel 864. In diverse occasioni l'insediamento fu trasferito da una parte del lago all'altra.
Nell'XI secolo la regione era abitata principalmente da tribù finno-ugriche che resistevano strenuamente ai tentativi di cristianizzazione. Nel 1071 i sacerdoti pagani locali guidarono una ribellione che fu ferocemente repressa da Jan Vjšatič, comandante della Rus' di Kiev. La Cronaca degli anni passati racconta che i corpi dei capi della rivolta rimasero sospesi a una quercia finché non furono fatti a pezzi da un orso, che era considerato dai pagani un animale sacro.
Beloozero fu la capitale di un piccolo Principato tra il 1238 e il 1370, anno in cui fu annessa dal Granducato di Moscovia. Nel 1389 le fu comunque riconosciuta una sorta di semi-indipendenza all'interno della Moscovia. Nel 1352 la città fu colpita da una violenta epidemia di peste che costrinse i suoi abitanti ad abbandonare l'insediamento in cui vivevano e a trasferirsi 17 km più a ovest, dove ancor oggi si trova. Dal 1486, Beloozero divenne il centro amministrativo della provincia di Belo. Poiché era situata in una posizione strategicamente importante ai confini settentrionali del Granducato, Ivan III di Russia vi costruì un sistema di fortificazioni comprendente delle palizzate in legno e otto torri da difesa. Il XV ed il XVI secolo segnarono l'apogeo della città che diventò un punto di snodo commerciale tra il nord e il sud della Russia. All'inizio del XVII secolo la città perse gradatamente la propria importanza e fu inoltre parzialmente distrutta dalle forze polacche.

## Monumenti
I suoi monumenti medievali più noti sono:
- la Chiesa dell'Assunzione (1113) che è il monumento più antico presente nell'abitato e che è unito in un unico complesso architettonico con la cattedrale dell'Epifania (1787);
- la cattedrale del Salvatore (1668),
- il tempio in legno dedicato a Sant'Elija, costruito nel 1690.

Il circondario è inoltre ricco di antichi chiostri, come il monastero di San Cirillo di Beloozero e il monastero di Ferapont.

## Economia
Le attività più importanti nell'area sono quelle della lavorazione del legno e della produzione alimentare.

## Galleria d'immagini

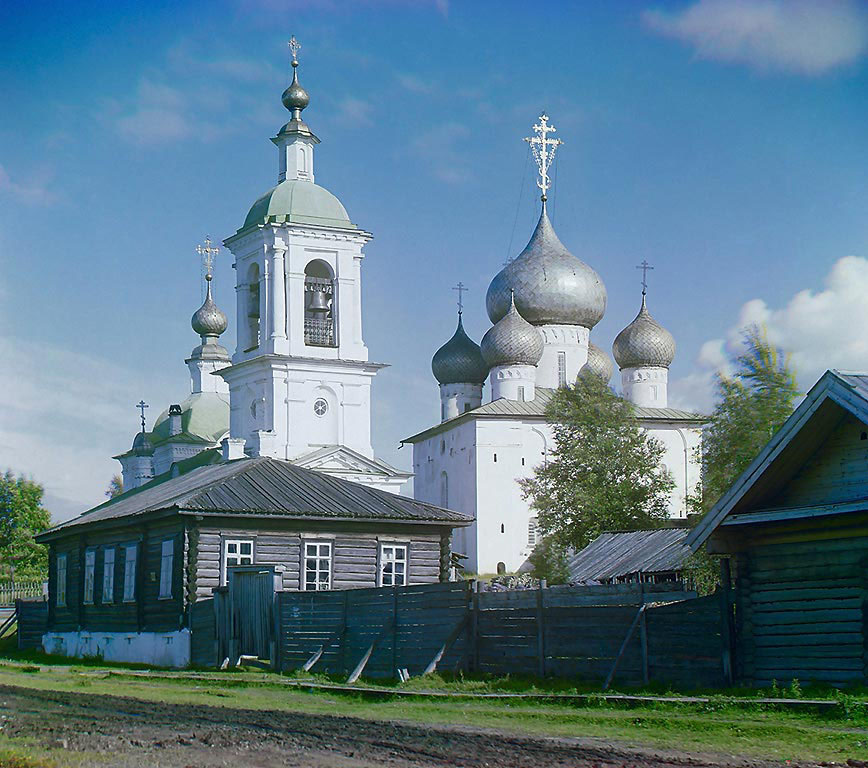
La Chiesa dedicata alla Vergine in una foto del 1909
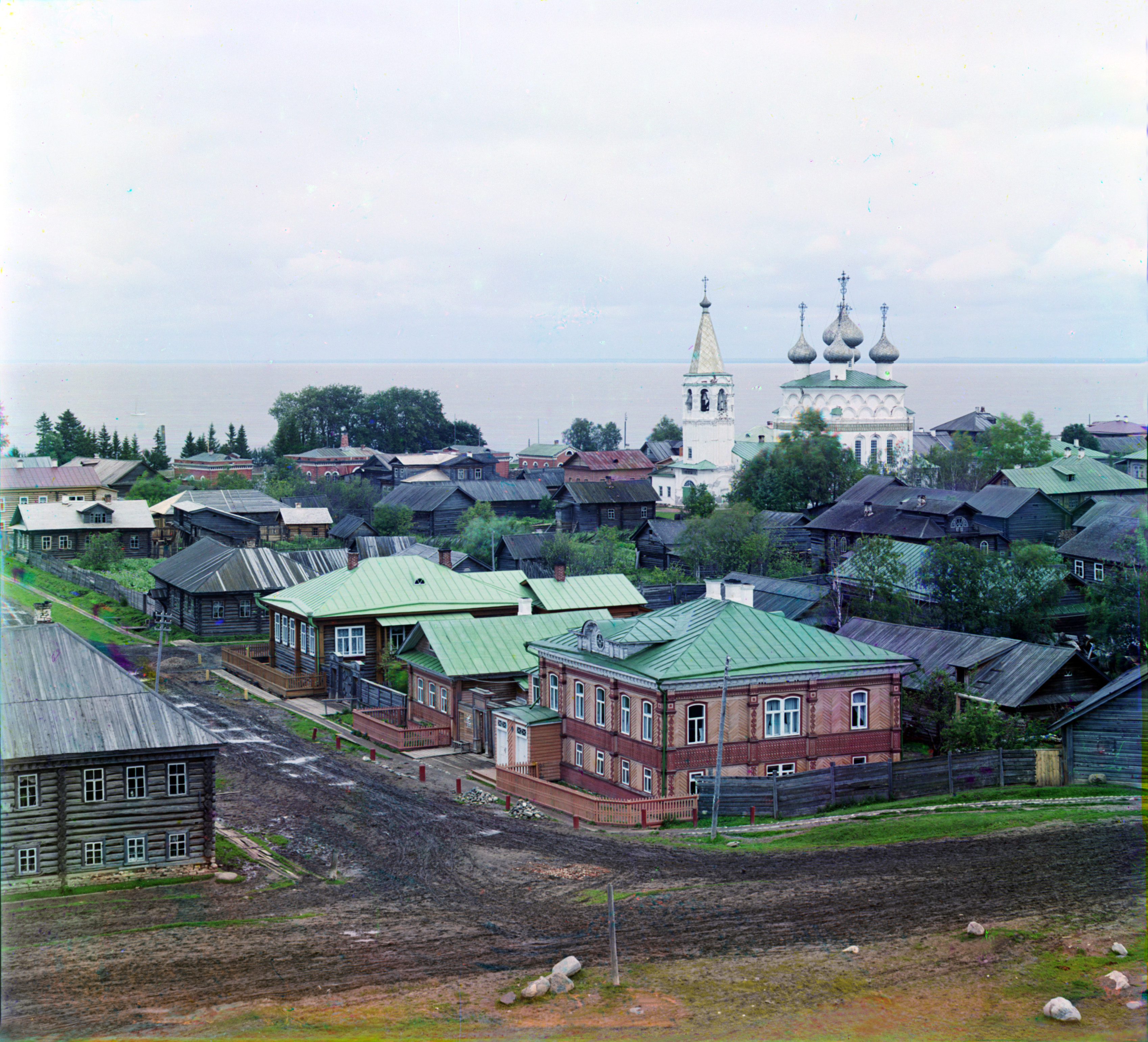
Panorama della città
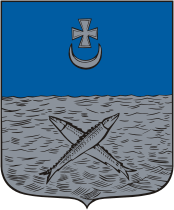
Stemma di Belozersk nel 1781